# 悪役令嬢ですが攻略対象の様子が異常すぎる
『悪役令嬢ですが攻略対象の様子が異常すぎる』（あくやくれいじょうですがこうりゃくたいしょうのようすがいじょうすぎる）は、稲井田そうによる日本のライトノベルおよびそれを原作としたメディアミックス作品。2018年4月に「小説家になろう」にて『悪役令嬢ですが攻略対象の様子が異常すぎる』の連載投稿が開始され、書籍版がTOブックスより2020年7月から2022年2月まで刊行された。2023年10月時点で電子書籍を含むシリーズ累計部数は65万部を突破している。
2020年12月、『ピッコマ』にてコミカライズが開始。2021年2月15日、ニコニコ静画内『comicコロナ』でも遅れ連載され、『コロナEX』が開設されると最新話はそちらに掲載する形で連載継続中。2022年2月には脚本を差異等たかひ子、演出を尾崎真一が担当し、舞台公演が行われた（2022年2月16日 - 20日、シアターグリーン BIG TREE THEATER）。舞台公演の模様を収録したDVDが2022年7月29日に発売された。
物語は乙女ゲーム『きゅんきゅんらぶすくーる』内の攻略対象の一人であるレイド・ノクターに焦点を当てており、舞台公演では『悪役令嬢ですが攻略対象の様子が異常すぎる 異禄Side︰R』と名称が変更されている。
乙女ゲーム『きゅんきゅんらぶすくーる』の悪役令嬢に転生した主人公がデッドエンドフラグ回避のために奔走する様子を描いた、サスペンス学園ラブコメディ。

## 登場人物
ミスティア・アーレン
レイド・ノクター
エリク・ハイム
ジェイ・シーク（ジェシー先生）
ロベルト・ワイズ
アリス・ハーツパール
クラウス・セントリック
ヘレン・ルキット
フィーナ・ネイン
ヴィクター・ネイン
アリー
ディリア
ダライアス・フィルジーン
メロ
料理長
ドーレ
ドーラ
フォレスト
掃除婦長
グレン
ソル
執事長
トーマス
ブラム
ランズデー
バース

## 既刊一覧

### 小説
| 巻数 | タイトル                                   | 発売日         | ISBN              |
| ---- | ------------------------------------------ | -------------- | ----------------- |
| 1    | 悪役令嬢ですが攻略対象の様子が異常すぎる   | 2020年7月20日  | 978-4-86699-013-2 |
| 2    | 悪役令嬢ですが攻略対象の様子が異常すぎる 2 | 2020年11月20日 | 978-4-86699-086-6 |
| 3    | 悪役令嬢ですが攻略対象の様子が異常すぎる 3 | 2021年4月20日  | 978-4-86699-195-5 |
| 4    | 悪役令嬢ですが攻略対象の様子が異常すぎる 4 | 2021年8月20日  | 978-4-86699-304-1 |
| 5    | 悪役令嬢ですが攻略対象の様子が異常すぎる 5 | 2021年12月10日 | 978-4-86699-382-9 |
| 6    | 悪役令嬢ですが攻略対象の様子が異常すぎる 6 | 2022年2月10日  | 978-4-86699-425-3 |

2023年10月2日よりAudibleにて順次オーディオブック化されている。朗読は、志田有彩、水島大宙が担当。

### 漫画
- 稲井田そう（原作）・宛（作画）・八美☆わん（キャラクター原案） 『悪役令嬢ですが攻略対象の様子が異常すぎる』 TOブックス〈コロナ・コミックス〉、既刊7巻（2025年6月2日現在）
  1. 2021年2月15日発売[17][18]、ISBN 978-4-86699-125-2
  2. 2021年9月15日発売[19]、ISBN 978-4-86699-327-0
  3. 2022年5月2日発売[20]、ISBN 978-4-86699-510-6
  4. 2022年12月15日発売[21]、ISBN 978-4-86699-722-3
  5. 2023年10月2日発売[22]、ISBN 978-4-86699-957-9
    - 「ドラマCD付き」同日発売[4]、ISBN 978-4-86699-975-3

  6. 2024年7月1日発売[23]、ISBN 978-4-86794-222-2
  7. 2025年6月2日発売[24]、ISBN 978-4-86794-578-0

## ドラマCD
2023年10月2日にTOブックスのオンラインストア限定で発売された。

### キャスト（ドラマCD）
- ミスティア・アーレン - 清水彩香
- レイド・ノクター - 田丸篤志
- エリク・ハイム - 豊永利行
- ジェイ・シーク - 佐藤拓也
- ロベルト・ワイズ - 小野友樹
- メロ - Lynn
- アリス・ハーツパール - 本渡楓
- クラウス・セントリック - 岡本信彦
- ヴィクター・ネイン - 八代拓
- フィーナ・ネイン - 内山夕実
- アリー - 古川慎
- イフ - 浦和希
- 職員 - 髙坂篤志
- 養護教員 - 渡部恵子

## 舞台
2022年2月16日 - 20日（全6公演）、シアターグリーン BIG TREE THEATER。

### キャスト（舞台）
- レイド・ノクター：千葉瑞己[28]
- ミスティア・アーレン：明音亜弥[28]
- エリク・ハイム：千疋隼人[28]
- ジェイ・シーク：丸山ナオ[28]
- ロベルト・ワイズ：岩崎良祐[28]
- コーカス︰樽田泰宏[28]
- クピド︰横田陽介[28]
- クラウス・セントリック：山口翼[28]
- アリー︰河合国広[28]
- ザルド：澤田征士郎[28]
- ヴィクター：石田泰誠[28]
- メロ︰髙橋若那 [30]
- ディー：関海斗[28]
- ダム：田中克哉[28]
- ソル：竹田直央[28]
- ルーク：細川陽平[28]
- ライアス：田中雄飛[28]
- マーチ：安藤拓哉[28]
- モック：櫻井尚輝[28]
- アラム：豊見山聖弥[28]

### スタッフ
- 原作：稲井田そう『悪役令嬢ですが攻略対象の様子が異常すぎる』（TOブックス刊）[28]
- 原作イラスト：八美☆わん[28]
- 漫画：宛[28]
- 脚本：差異等たかひ子 （創作集団『必志組』）[28]
- 演出：尾崎真一（劇団ウルトラマンション）[28]
- 執筆：西瓜すいか（創作集団『必志組』）
- 衣装：後藤則子
- ヘアメイク：ビューティ★佐口
- 舞台監督：本多亮太
- 音響：小町香織
- 照明：申政悦
- 美術：齋藤好
- プロデューサー：神田明子
- 製作：TOブックス 企画製作部

## 外部サイト
- 悪役令嬢ですが攻略対象の様子が異常すぎる - 小説家になろう
- 「悪役令嬢ですが攻略対象の様子が異常すぎる」特設サイト
- 悪役令嬢ですが攻略対象の様子が異常すぎる - ニコニコ静画
- 稲井田そう (@dare0moineso) - X（旧Twitter）
- 舞台『悪役令嬢ですが攻略対象の様子が異常すぎる』 - TOブックス
- 舞台『悪役令嬢ですが攻略対象の様子が異常すぎる』公式 (@ktistage) - X（旧Twitter）